# Dimitar
Dimitar (Димитър) ist die bulgarische Entsprechung des männlichen Vornamens griechischen Ursprungs Dimitrios (Δημήτριος). Der Name ist ursprünglich auf die altgriechische Göttin Demeter zurückzuführen. Aufgrund der Popularität des Heiligen Dimitrios in orthodox geprägten Staaten ist der Name in Osteuropa weit verbreitet. Im Alltag wird in Bulgarien allerdings gewöhnlich die Kurzform des Namens, Mitko, verwendet.
Die weibliche Form des Namens lautet in Bulgarien Dimitrina (Димитрина).

## Varianten des Namens in anderen Sprachen
- Dmitri, Dimitri, Dimitrij, Dmitry, Dimitry, Dimitrios, Dimitris, Dimitrescu usw. Mitko

## Namensträger
- Dmitar Zvonimir († 1089), König von Kroatien
- Chadschi Dimitar (1840–1868), bulgarischer Woiwode

- Dimitar Berbatow (* 1981), bulgarischer Fußballspieler
- Dimitar Bobtschew (1926–2015), bulgarischer Radrennfahrer
- Dimitar Dantschew (* 1985), bulgarischer Pokerspieler
- Dimitar Dimow (1909–1966), bulgarischer Schriftsteller
- Dimitré Dinev (* 1968), bulgarischer Schriftsteller
- Dimitar Glawtschew (* 1963), bulgarischer Politiker
- Dimiter Gotscheff (1943–2013), bulgarischer Theaterregisseur
- Dimiter Inkiow (1932–2006), bulgarisch-deutscher Kinderbuchautor
- Dimitar Peschew (1894–1973), bulgarischer Politiker
- Dimitar Rangelow (* 1983), bulgarischer Fußballspieler

## Weiteres
- Sweti-Dimitar-Kathedrale (Widin), Kathedrale in Bulgarien